# Abon
Die Sprache Abon (auch abong, abõ und ba'ban genannt; ISO 639-3: abo) ist eine vom Aussterben bedrohte tivoide Sprache, die nur noch von knapp 1.000 Personen im Nigerianischen Bundesstaat Taraba in der Stadt Abon gesprochen wird.
Sie zählt zur Gruppe der südbantoiden Sprachen innerhalb der Sprachfamilie der Niger-Kongo-Sprachen.
Das Volk, das diese Sprache als Muttersprache spricht, sind die Abong.